# Neurophyseta zobeida
Neurophyseta zobeida là một loài bướm đêm trong họ Crambidae.